# Vaterpolski klub Kvarner
Vaterpolski klub Kvarner je vaterpolski klub iz Opatije.
Klupsko sjedište je na adresi Obala Frane Supila 1, Opatija.

## Poznati igrači
- Danijel Premuš
- Nikola Franković
- Oleksandr Tiškivski

## Unutrašnje poveznice
- VK Kvarner Opatija (žene)